# Histoire militaire du Brésil

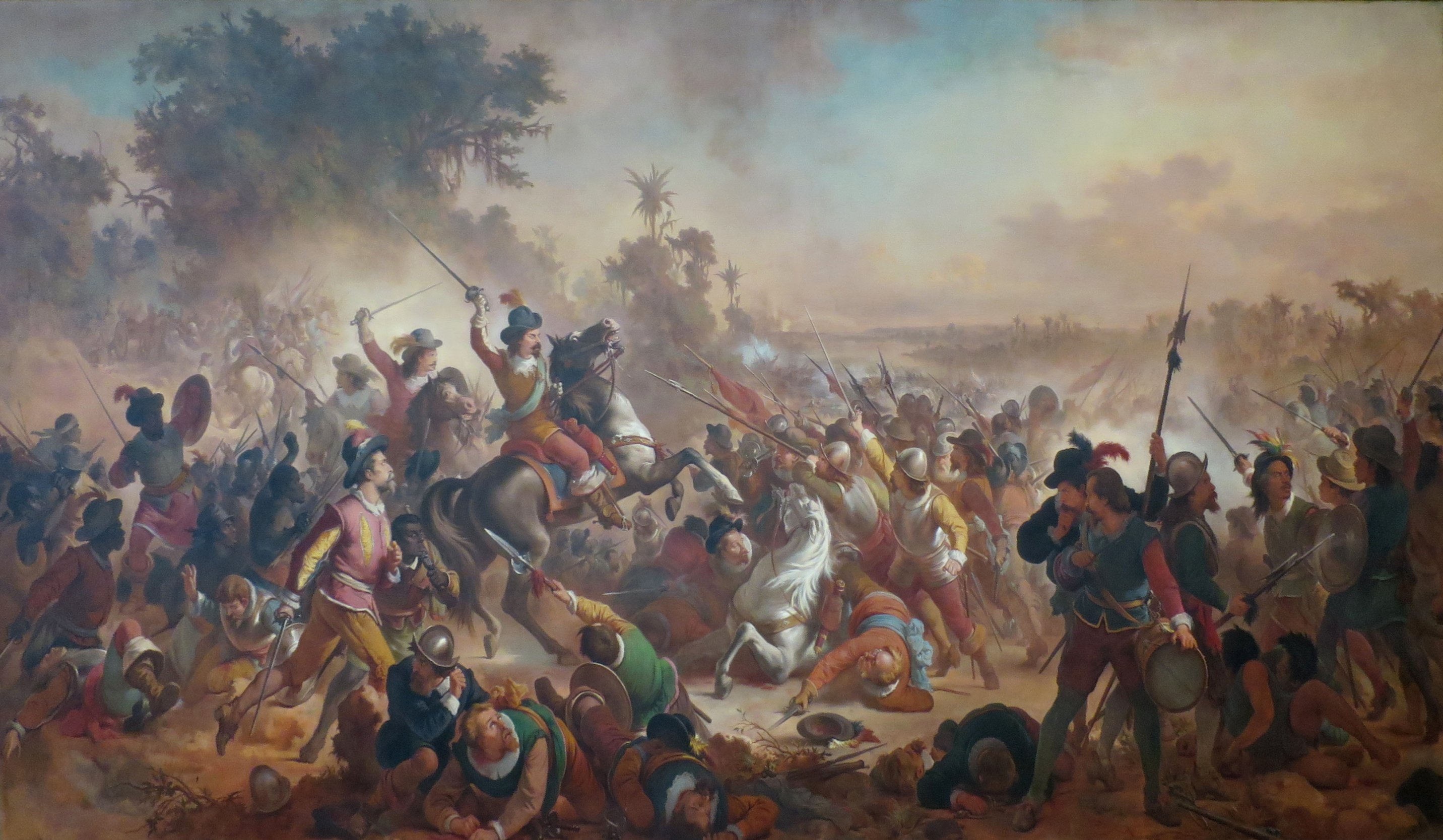
Huile sur toile de la bataille des Guararapes par Victor Meirelles (1875 - 1879)

L'histoire militaire du Brésil au temps de la colonisation portugaise est marquée par de nombreux conflits avec les indigènes et par une lutte avec quelques grandes puissances européennes comme la France, l'Angleterre et les Provinces-Unies (actuels Pays-Bas). Les traites négrières amenèrent par la suite le colonisateur portugais à lutter contre les esclaves noirs en fuite.
La déclaration d'Indépendance amena quelques troubles avec des troupes portugaises restées fidèles à la couronne lisboète. Les premières années de l'indépendance furent marquées par des conflits territoriaux avec ses voisins, auparavant membres de l'empire espagnol - conflits qui menèrent progressivement au tracé actuel des frontières du Brésil. Ainsi, la guerre entre l'Argentine et le Brésil, qui fut livrée sur le territoire de l'actuel Uruguay, mena à l'indépendance de cet état sud-américain. Le jeune état brésilien eut aussi à faire face à des tentatives de sécession dans ses provinces du nord tandis qu'une guerre avec le Paraguay conduisit à l'établissement de la frontière actuelle avec cet état à la suite d'une victoire décisive.
Un conflit interne entre le gouvernement et les riches propriétaires fonciers conduisirent à la chute de l'empire brésilien et à l'avènement de la République. Par la suite, le Brésil fut impliqué dans les deux guerres mondiales, prenant une part particulièrement active lors de la seconde au sein du camp allié. L'époque contemporaine fut aussi marquée par de nombreux conflits internes à l'époque de la junte militaire (Opération Condor ea). 
En 2004 le Brésil a pris part aux opérations internationales de maintien de la paix en Haïti.

## La période portugaise (1500-1822)
Au début du XVIe siècle, l'arrivée des explorateurs portugais conduit à des conflits avec les peuples aborigènes - un exemple des plus notables étant la révolte de la Confédération Tamoio. Des révoltes sporadiques d'esclaves africains ont également marqué cette période coloniale, comme celle menée par Zumbi dos Palmares. Des conflits opposèrent aussi la puissance coloniale portugaise à d'autres nations européennes  - deux exemples notables étant l'affaire de la France antarctique et un conflit avec les Provinces-Unies au début du XVIIe siècle pour le contrôle d'une grande partie du Nordeste.

### La rivalité avec la France (1504-1713)
Les premiers temps de la colonisation portugaise du Brésil furent marqués par une confrontation avec la France. En 1504, le Français De Gonneville débarque au Brésil, laissé quelque peu à l'abandon par les Portugais plus intéressés par le commerce des épices aux Indes et ne s'y livrant qu'à l'exploitation  du « pau-brasil », bois aux vertus tinctoriales. 

### Les révoltes indigènes
Les conflits entre les Portugais et les indigènes ont été une constante depuis le début de la colonisation mais ils atteignirent une phase de crise entre 1549 et 1553, Tomé de Souza s'alliant alors avec les Tupis et déclarant la guerre aux autres ethnies. Les vaincus deviennent des esclaves, malgré la bulle papale de 1537 interdisant l'esclavage des Indiens.